# Hermann Flörke
Le titre de cet article comprend le caractère ö. Quand ce dernier n'est pas disponible ou est non désiré, le nom de l'article peut être représenté comme Hermann Floerke.
Hermann Flörke (23 octobre 1893 à Hanovre – 19 août 1979 à Giessen) est un Generalleutnant allemand qui a servi au sein de la Wehrmacht pendant la Seconde Guerre mondiale.
Il a été récipiendaire de la croix de chevalier de la croix de fer avec feuilles de chêne. Cette décoration et son grade supérieur les feuilles de chêne sont attribués pour récompenser un acte d'une extrême bravoure sur le champ de bataille ou un commandement militaire avec succès.

## Biographie
Lorsque la Première Guerre mondiale éclate, il s'engage comme volontaire et est incorporé dans le 1er bataillon de réserve du 74e régiment d'infanterie (de). Le 7 octobre 1914, il est promu au grade de porte-drapeau et le 4 décembre 1914, il est promu sous-officier.
Hermann Flörke est capturé par les forces américaines le 21 avril 1945 et est libéré en juin 1947.

## Décorations
- Croix de fer (1914)
  - 2e classe (15 juin 1915)
  - 1re classe (27 août 1917)
- Insigne des blessés (1914)
  - en noir
- Croix hanséatique de Hambourg
- Croix de chevalier de l'ordre de Hohenzollern avec glaives
- Croix d'honneur
- Agrafe de la croix de fer (1939)
  - 2e classe (15 octobre 1939)
  - 1re classe (21 mai 1940)
- Croix allemande en or (23 octobre 1942)
- Croix de chevalier de la croix de fer avec feuilles de chêne
  - Croix de chevalier le 15 décembre 1943 en tant queGeneralmajor et commandant de la 14e division d'infanterie[1]
  - 565e feuilles de chêne le 2 septembre 1944 en tant que Generalleutnant et commandant de la 14e division d'infanterie[2]
- Mentionné dans la revue Wehrmachtbericht (19 novembre 1943)
- Commandeur de l'ordre du Mérite de la République fédérale d'Allemagne (10 mars 1967)